# Herbert Wiedermann
Herbert Wiedermann (ur. 1 listopada 1927 w Bodensdorf) – austriacki kajakarz. Dwukrotny medalista olimpijski.
Brał udział w trzech igrzyskach olimpijskich (IO 52, IO 56, IO 60), na dwóch był trzeci w kajakowych dwójkach na dystansie 1000 metrów. Płynął z nim Max Raub. Był czterokrotnym medalistą mistrzostw świata – zdobył złoto w kajakowej dwójce na dystansie 10000 metrów w 1954. Po brąz sięgał trzykrotnie: w 1950 i w 1954 w sztafecie kajakowej K-1 4 × 500 metrów, w 1950 również w kajakowej dwójce na dystansie 500 metrów.